# تور خیال‌پردازی در میان یک رؤیا
تور خیال پردازی در میان یک رؤیا (انگلیسی: Dream Within a Dream Tour) چهارمین تور کنسرت خواننده آمریکایی بریتنی اسپیرز است که مجموعه آهنگ‌های آلبوم بریتنی را پوشش می‌دهد. این تور در کشورهای ایالات متحده آمریکا، کانادا، مکزیک و ژاپن در سال‌های ۲۰۰۱ و ۲۰۰۲ برگزار شد.